# Уильям Хэй, 10-й маркиз Твиддэйл
Уильям Монтегю Хэй, 10-й маркиз Твиддэйл (англ. William Hay, 10th Marquess of Tweeddale; 29 января 1826 — 25 ноября 1911) — шотландский дворянин, землевладелец, военный и политик. Он был известен до 1878 года как лорд Уильям Хэй или лорд Уильям Монтегю Хэй. Он служил в Британской Индии в качестве члена Бенгальской государственной службы, а затем в качестве члена парламента от либеральной партии.
В 1878 году он сменил своего брата на посту маркиза Твиддэйла и стал владельцем около 40 000 акров земли в Шотландии. Затем он стал лордом-верховным комиссаром Генеральной Ассамблеи Шотландской церкви и был назначен рыцарем Чертополоха.

## Ранняя жизнь

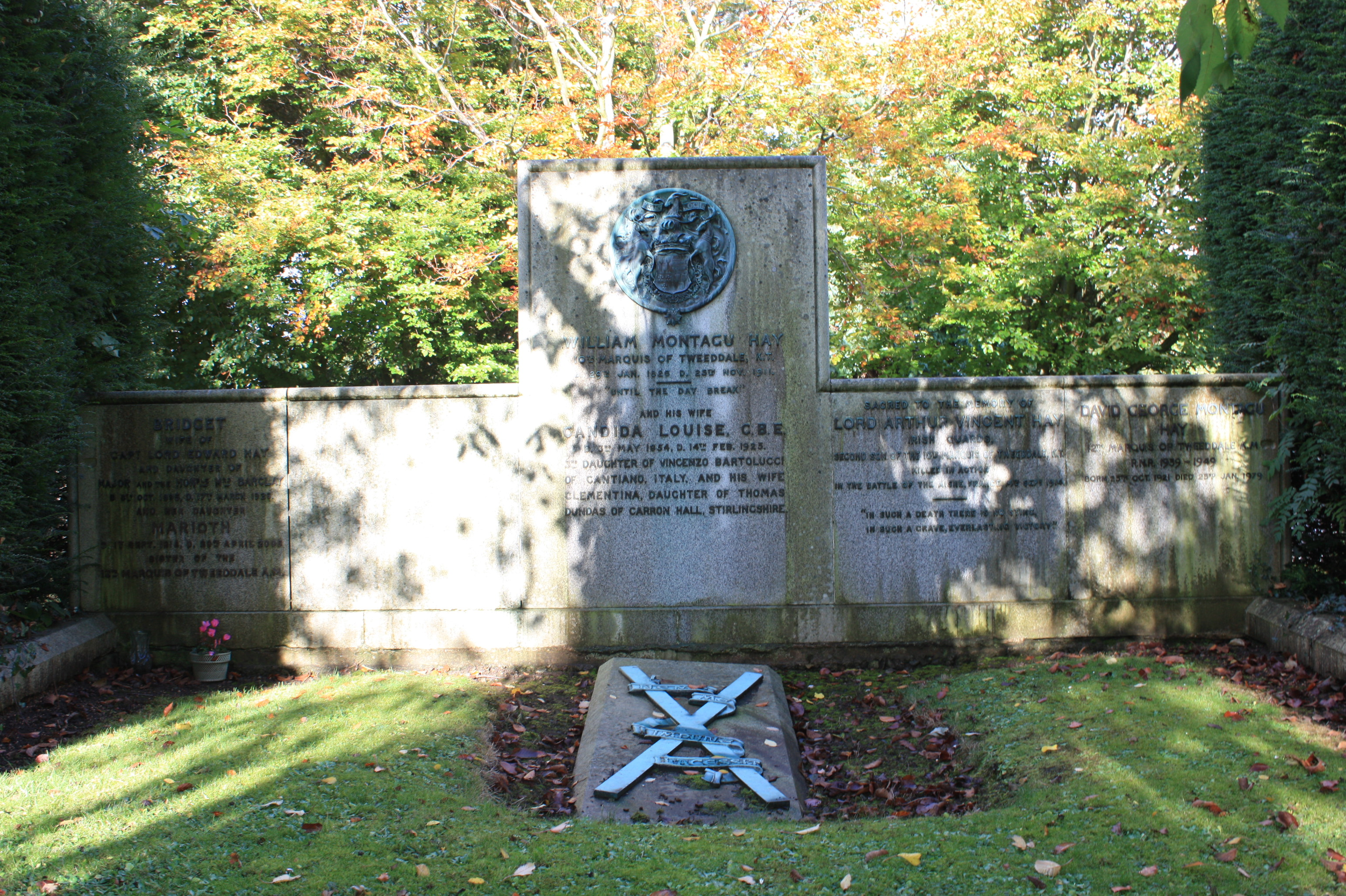
Могила Уильяма Монтегю Хэя, приходская церковь Йестера, Гиффорд, Ист-Лотиан

Уильям Хэй родился 29 января 1826 года в Йестер-хаусе, недалеко от Гиффорда, Ист-Лотиан, Шотландия. Третий сын Джорджа Хэя, 8-го маркиза Твиддэйла (1787—1876) и леди Сьюзан Монтегю (1797—1870). Среди его многих известных братьев и сестер были Леди Сьюзан Хэй (жена Джеймса Брауна-Рамзи, 1-й маркиз Дальхузи), Леди Ханна Хэй (жена Саймона Уотсона Тейлора), леди Элизабет Хэй (жена Артура Уэлсли, 2-го герцог Веллингтона), Джордж Хэй, граф Гиффорд, лорд Артур Хэй, позже Граф Гиффорд и 9-й маркиз Твиддэйл, лорд Джон Хэй, Леди Джейн Хэй (жена сэра Ричарда Тейлора), и Леди Эмили Хэй (жена сэра Роберта Пила, 3-го баронета).
Его дедушкой по отцовской линии был Джордж Хэй, 7-й маркиз Твиддэйл (1753—1804), и леди Ханна Шарлотта Мейтленд (дочь Джеймса Мейтленда, 7-го графа Лодердейла). Его бабушкой и дедушкой по материнской линии были Уильям Монтегю, 5-й герцог Манчестер, и леди Сьюзен Гордон (третья дочь Александра Гордона, 4-го герцога Гордона).
Будучи третьим сыном маркиза Твиддэйла, который, как ожидалось, не унаследует титул, Уильям Хэй получил образование в Колледже Имперской службы и готовился к карьере на государственной службе.

## Карьера
С 1845 по 1862 год лорд Уильям Хэй служил на государственной службе Бенгалии, в том числе несколько лет был заместителем комиссара Симлы, а затем суперинтендантом Горных штатов Северной Индии.
После своего возвращения из Индии в Англию Уильям Хэй был либеральным членом парламента от Тонтона с 1865 по 1868 год и был вновь избран от Хэддингтон-Бергс в 1878 году. Он также стал председателем Северо-Британской железнодорожной компании.
Сменив своего старшего брата Артура на посту маркиза Твиддэйла 29 декабря 1878 года, он стал владельцем поместий общей площадью около 40 000 акров в Шотландии. 6 октября 1881 года он был назначен бароном Твиддэйл из Йестера в системе Пэрства Соединённого королевства, что дало ему место в Палате лордов.
Помимо того, что он был наследственным камергером Данфермлина, он был лордом верховным комиссаром Генеральной Ассамблеи Церкви Шотландии в 1889—1892, 1896—1897 годах.

## Награды
26 октября 1898 года маркиз Твиддейл был награжден Орденом Чертополоха . Он также был заместителем лейтенанта графств Хаддингтоншира (ныне называемый Восточный Лотиан и Бервикшир) и бригадным генералом королевской роты лучников, церемониального подразделения, которое служит телохранителем государя в Шотландии.

## Личная жизнь
18 мая 1878 года лорд Твиддейл женился на Кандиде Луизе Бартолуччи (3 мая 1854 — 14 февраля 1925) в церкви Святого Августина в Лондоне. Кандида была дочерью синьора Винченцо Бартолуччи из Кантиано, Италия . Сестра Кандиды, Эвелин Бартолуччи, была второй женой адмирала флота сэра Астли Купера. У супругов было пять детей:
- Леди Сьюзен Элизабет Клементина Хэй (9 августа 1879—1964), которая в 1901 году вышла замуж за Уолтера Уоринга (1876—1930), сына члена парламента Чарльза Уоринга[2].
- Леди Кандида Луиза Хэй (род. 25 августа 1882), которая умерла при рождении[7].
- Уильям Хэй, 11-й маркиз Твиддэйл (4 ноября 1884 — 30 марта 1967), который в 1912 году женился на Маргарите Кристин Ралли (? — 1944)[8] , дочери Александра Ралли и приемной дочери Льюиса Эйнштейна[9]. В 1945 году егой второй женой стала Марджори Хелен Уогг (? — 1977), дочери Генри Джона Уогга.
- Лорд Артур Винсент Хэй (16 марта 1886 — 14 сентября 1914), погибший в бою во время Первой мировой войны во время Первой битвы при Эне. В 1911 году он женился на Менде Ралли (1887—1959), единственной дочери Эмброуза Ралли[10]. После его смерти она вышла замуж за полковника Роберта Эдварда Кеннарда Литэма (? — 1948)[2].
- Подполковник лорд Эдвард Дуглас Хэй (2 ноября 1888 — 18 июня 1944), который в 1917 году женился на Вайолет Флоренс Кэтрин «Бриджит» Барклай (? — 1926), единственной дочери майора Камерона Барклая[2]. В 1928 году лорд Хэй женился во второй раз на Одри Кларе Лилиан Биркин (1899—1985), младшей дочери сэра Томаса Лэтема, 1-го баронета.

Уильям Хэй, 10-й маркиз Твиддэйл, скончался 25 ноября 1911 года в своем доме в Лондоне, на 6-Хилл-стрит, и ему наследовал его старший сын, граф Гиффорд (род. 1884). Он похоронен в приходской церкви Йестера в Гиффорде, Ист-Лотиан, недалеко от дома его семьи в Йестер-хаусе.

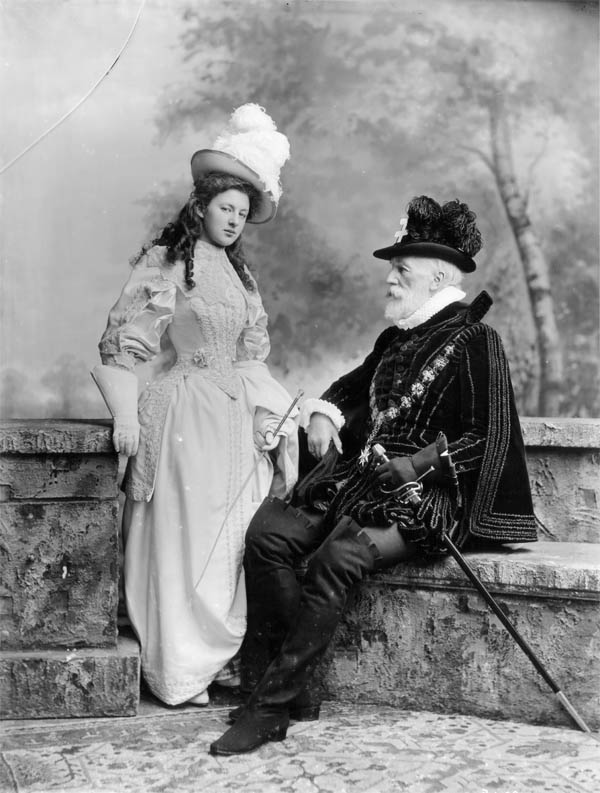
Леди Клементина Хэй в роли Валентины и ее отец, маркиз Твиддейл, в роли графа де Сен-Бри из «Гугенотов».

## Потомки
Поскольку его старший сын Уильям Хэй, 11-й маркиз Твиддэйл, скончался, не оставив потомства мужского пола, Дэвид Джордж Монтегю Хэй, сын его младшего сына лорда Эдварда Дугласа Хэя, стал 12-м маркизом Твиддэйлом в 1967 году.